# Mubarak al-Kabir (distrikt)
Mubarak al-Kabir (arabiska: مبارك الكبير) är ett distrikt (mintaqa) sydost om Kuwaits huvudstad Kuwait och utgör huvudort för provinsen Mubarak al-Kabir. Distriktet beräknades ha cirka 46 800 invånare i december 2018.
Distriktet och provinsen har fått sitt namn efter Mubarak al-Sabah, även kallad Mubarak al-Kabir (Mubarak den store), som var Kuwaits härskare 1896–1915.